# 神三郡神社参詣記
神三郡神社参詣記（しんさんぐんじんじゃさんけいき）は、世古口藤平（1799年-1889年）による地誌。明治時代初期に成立した写本で、全22冊。式内社研究会（皇學館大学）に所蔵される。
伊勢国（現・三重県）の神三郡（度会郡・多気郡・飯野郡）の範囲にある神社や小さな祠についての古伝や記録などを中心に、各地の伝説を記載している。世古口藤平は度会郡神田村（現・伊勢市）で仕立屋を営んでいた人物で、慶応年間（1865年-1868年）から、『延喜式』に社名が記載されているものの所在が不明となっている古社の所在を探す活動をはじめた。現在残る写本の序文には明治9年（1876年）との記載があり、その頃に全体の構成がまとめられたと見られる。
鸚鵡石など、土地の名勝についての記載も多く、神社以外の地誌資料としても用いられている。

## 翻刻
櫻井治男による翻刻が『式内社研究会月報』や『皇學館大学神道研究所紀要』の第1輯～第5輯に連載され、2005年に『世古口藤平著　神三郡神社参詣記』（皇學館大学神道研究所）としてまとめられた。
現存している伝本は22冊だが、第1冊の表紙には最初に書かれていた「二五冊」という文字の「五」の上に「三」と上から書き改めるかたちで「二三冊」と記されている。様相の異なる「神道弁論」や「本朝諸神拝式」などを合綴した1冊も付属して残されており、それを加えれば23冊ということで合致するかも知れないが、関係がはっきりしていない。また、[『神道書籍目録』では冊数を「写廿四」（写本・24冊）と記載しており、完全な状態については、おなじく疑問が残されている。